# Алтындала
Алтындала (каз. Алтындала) — станция (населенный пункт) в Кербулакском районе Жетысуской области Казахстана. Входит в состав Жоламанского сельского округа. Код КАТО — 194639200.

## Население
В 1999 году население станции составляло 38 человек (18 мужчин и 20 женщин). По данным переписи 2009 года, в населённом пункте проживали 43 человека (23 мужчины и 20 женщин).